# Serge Tournaire
Pour les articles homonymes, voir Tournaire.
Serge Tournaire, né à Marseille, est un magistrat français, juge d’instruction.
Il a instruit notamment l’affaire Bygmalion, l’affaire de l'arbitrage sur le dossier du Crédit lyonnais et l'affaire Fillon.

## Biographie
Fils de fonctionnaires, diplômé de l'institut d'études politiques[Lequel ?], Serge Tournaire a suivi, pendant un trimestre, les cours de l’École nationale des impôts, à Clermont-Ferrand (Puy-de-Dôme).  

## Carrière judiciaire
Serge Tournaire est admis à l’École nationale de la magistrature à Bordeaux comme auditeur de justice en janvier 1991.  

### TGI d'Ajaccio, de Nice et de Marseille
Pour son premier poste, Serge Tournaire est nommé juge d'instruction au tribunal de grande instance d'Ajaccio en août 1993, il est chargé du dossier du nationaliste Antoine Nivaggioni arrêté le mois précédent et incarcéré pour tentative d'assassinat visant un membre du milieu. Il est rapidement confronté à plusieurs affaires de grand banditisme.
Il quitte la Corse pour le tribunal d'instance de Nice en juillet 1997, avant d'être nommé à nouveau dans les fonctions de l'instruction à Marseille en 2003 où il devient vice-président chargé de l'instruction en juin 2006. 
Il fait partie des magistrats choisis par la juridiction interrégionale spécialisée, créée en 2004, pour traiter les affaires relevant du crime organisée et de la délinquance financière.

### Pôle financier du TGI de Paris
En juin 2009, Serge Tournaire est nommé vice-président chargé de l'instruction au tribunal de grande instance de Paris et affecté au pôle financier où il traite notamment la faillite de la compagnie aérienne Euralair, le démarchage illicite de la banque UBS, l'évasion fiscale de la holding Wendel, les délits d'initiés d'EADS, les imbroglios politico-financiers des campagnes présidentielles de Nicolas Sarkozy (de 2007 pour l'éventuel financement par la Libye et de 2012 avec les fausses factures de Bygmalion), l’arbitrage Tapie-Adidas ou l’affaire des achats de voix par Serge Dassault à Corbeil-Essonnes.

### TGI de Nanterre
Le 14 juillet 2019, Serge Tournaire, qui refusait de quitter l'instruction, mais à qui le statut de la magistrature interdit d'occuper le même poste plus de dix ans, rejoint le tribunal de grande instance de Nanterre, avec le titre de premier vice-président chargé de l'instruction,. 

### Tribunal judiciaire de Paris
En août 2022, Serge Tournaire est de retour à Paris, où il est nommé premier vice-président chargé de l'instruction. Il coordonne le travail des vingt juges du pôle financier du tribunal.

## Affaires instruites

### Affaire Bygmalion
Dans l'affaire Bygmalion, les différences de méthode et les désaccords qui l'opposent au juge Renaud Van Ruymbeke sont rendues publiques, ce dernier se méfiant de l'instrumentalisation des affaires judiciaires à des fins politiques,. En février 2016, il est le seul des trois juges chargés de l'affaire à souhaiter la mise en examen de Nicolas Sarkozy ce qu'il fait en vertu de la règle du premier juge désigné. Pour l'avocat Régis de Castelnau, dont la neutralité est soumise à caution, cette nouvelle mise en examen pour « avoir dépassé le plafond des dépenses électorales fixé en application de l’article L. 52-11 » apparaît comme « une nouvelle opération médiatico-judiciaire qui relève d’un acharnement dont l’évidence ne peut échapper à personne ».
Le 1er octobre 2019, la Cour de cassation a confirmé définitivement le renvoi en procès de  Nicolas Sarkozy pour les dépenses excessives de sa campagne présidentielle  de 2012. Un procès était suspendu depuis deux ans à la suite de nombreux recours.

### Affaire Pénélope Fillon
En février 2017, il est codésigné avec deux autres magistrats pour mener l’instruction visant François Fillon et sa femme Penelope. Le 14 mars 2017, il met François Fillon en examen, alors qu'il est candidat à l'élection présidentielle.

### Affaire des sondages de l'Élysée
Le 27 août 2019, grâce aux enquêteurs de la Brigade de Répression de la Corruption et de la Fraude Fiscale, il renvoie devant le tribunal correctionnel :
- Emmanuelle Mignon et Claude Guéant pour « favoritisme » et « détournement de fonds publics par négligence »,
- Patrick Buisson aux côtés de ses sociétés Publifact et Publi-Opinion, pour « recel de favoritisme », « détournement de fonds publics » et « abus de biens sociaux »,
- Jean-Michel Goudard et Julien Vaulpré pour « favoritisme »,
- Pierre Giacometti et sa société Giacometti Peron renommée en 2016 No Com ainsi que l’institut de sondage Ipsos pour « recel de favoritisme »[13].

### Affaire financement Sarkozy Kadhafi
En février 2019, à la demande des autorités judiciaires djiboutiennes, Serge Tournaire met en examen Mohamed Kadamy, réfugié politique djiboutien en France. Le même mois le juge français, dont les précédentes demandes d'entraide s'était heurtées à un refus des autorités djiboutiennes en froid depuis l'affaire Borel, peut se rendre à Djibouti pour y entendre le banquier Wahib Nacer ancien responsable de la banque de gestion privée Crédit Agricole à Genève sur l’affaire du financement libyen présumé de la campagne de Nicolas Sarkozy en 2007.
Selon Saïf al-Islam Kadhafi dont  les affirmations ont été reçues par RFI en janvier 2025, des valises d'argent ont été remises à Claude Guéant par l’intermédiaire d’Alexandre Djouhri, l'argent étant transmis par Béchir Saleh. Dans cet échange il rappelle qu’il avait transmis en 2018 son témoignage au juge Serge Tournaire.

### Fonds Marianne
Des procédures de fonctionnement du Fonds Marianne font l'objet d'une information judiciaire notamment pour « détournement de fonds », « abus de confiance », et prise illégale d'intérêts, en 2023. L'enquête est menée par l'Office central de lutte contre la corruption et les infractions financières et fiscales sous la supervision de Tournaire.